# Thienemanniella yakysetea
Thienemanniella yakysetea är en tvåvingeart som beskrevs av Sasa och Suzuki 2000. Thienemanniella yakysetea ingår i släktet Thienemanniella och familjen fjädermyggor. Inga underarter finns listade i Catalogue of Life.